# John Stevens Henslow
John Stevens Henslow  (Rochester, 6 de fevereiro de 1796 — Hitcham, 16 de maio de 1861) foi um botânico e geólogo britânico.

## Vida e obra
Henslow foi professor titular de mineralogia na Universidade de Cambridge de 1822 a 1827 e de botânica na mesma universidade de 1827. Em 1831 fundou o Jardim Botânico da Universidade de Cambridge. Henslow era desde 1824 ministro na Igreja Little St. Mary em Cambridge. Em 1833 tornou-se vigário em Chelsey e em 1837 vigário em Hitcham (Suffolk).
Henslow foi professor de Charles Darwin e o recomendou para viagens no HMS Beagle. Sua filha Francis Harriet casou-se com o botânico Joseph Dalton Hooker, sua neta Harriet Anne casou-se com o botânico William Turner Thiselton-Dyer. 

## Trabalhos selecionados
- Henslow, John Stevens (1822). «Geological Description of Anglesea». Transactions of the Cambridge Philosophical Society. 1: 359–452
- Henslow, John Stevens. (1823). A Syllabus of a Course of Lectures on Mineralogy. Deighton (reissued by Cambridge University Press, 2009; ISBN 978-1-108-00201-1)
- Henslow, John Stevens. (1829; 2nd ed. 1835). A Catalogue of British Plants.
- Henslow, John Stevens. (1835). The Principles of Descriptive and Physiological Botany. Longman, Rees, Orme, Brown & Green (reissued by Cambridge University Press, 2009; ISBN 978-1-108-00186-1)
- Henslow, John Stevens. (1846). The Teaching of Science in Cambridge. Metcalfe and Palmer (reissued by Cambridge University Press, 2009; ISBN 978-1-108-00200-4)
- Henslow, John Stevens. (1856). A Dictionary of Botanical Terms. Groombridge (reissued by Cambridge University Press, 2009; ISBN 978-1-108-00131-1)